# Zone umide italiane della lista di Ramsar
Le zone umide di importanza internazionale italiane ricomprendono  «le paludi e gli acquitrini, le torbe oppure i bacini, naturali o artificiali, permanenti o temporanei, con acqua stagnante o corrente, dolce, salmastra, o salata, ivi comprese le distese di acqua marina la cui profondità, durante la bassa marea, non supera i sei metri» e sono tutelate ai sensi convenzione di Ramsar, sostenendo i principi dello sviluppo sostenibile e della conservazione delle biodiversità.
Il codice dei beni culturali e del paesaggio del 2004 li considera beni paesaggistici all'art.142 (ex legge Galasso).
Il relativo elenco comprende più di 60 zone umide.
Il 21 ottobre 2013 il Ministero dell'ambiente ha emanato sette decreti relativi alla dichiarazione di importanza internazionale di altrettante sette nuove zone umide, di cui quattro sono stati nel frattempo riconosciuti dal Ramsar.

## Lombardia
- Isola Boscone
- Palude Brabbia
- Paludi di Ostiglia - forma con la Palude del Busatello un'unica area umida
- Pian di Spagna e Lago di Mezzola
- Torbiere di Iseo
- Parco del Mincio

## Trentino-Alto Adige
- Lago di Tovel

## Veneto

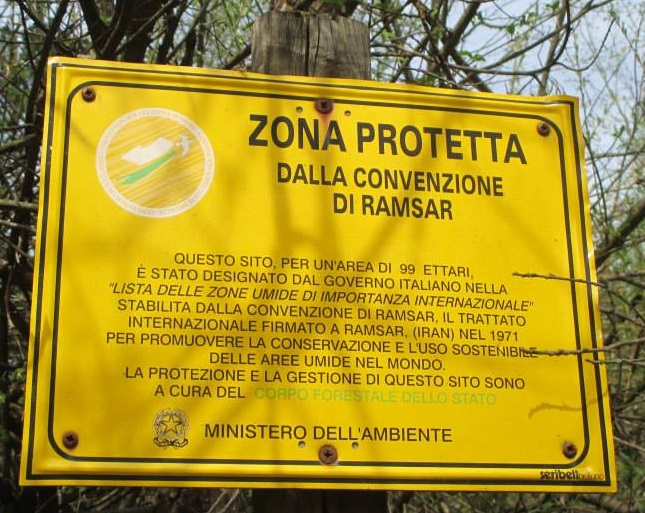
Cartello zona protetta Ramsar (presso la Riserva naturale Vincheto di Celarda)

- Valle Averto (Campagna Lupia - Venezia)
- Vincheto di Celarda (Feltre - Belluno)
- Palude del Busatello, forma con la Palude di Ostiglia un'unica area umida (Gazzo Veronese - Verona)
- Palude del Brusà - Le Vallette (Cerea - Verona)

## Friuli Venezia Giulia
- Laguna di Marano: Foci dello Stella
- Valle Cavanata
- Foce dell'Isonzo

## Emilia-Romagna
- Biotopi e ripristini ambientali di Budrio e Minerbio
- Biotopi e ripristini ambientali di Crevalcore
- Biotopi e ripristini ambientali di Medicina e Molinella
- Ortazzo e territori limitrofi
- Pialassa della Baiona e Risega
- Punte Alberete
- Sacca di Bellocchio
- Saline di Cervia
- Valle Bertuzzi
- Valli di Campotto (che comprende le oasi di Campotto, Bassarone e valle Santa)
- Valle di Gorino
- Valli di Comacchio
- Valli di Mezzolara

## Toscana
- Lago di Burano
- Lago di Montepulciano
- Lago di Sibolla
- Lago e padule di Massaciuccoli
- Laguna di Orbetello
- Padule Diaccia Botrona
- Padule di Bolgheri
- Padule di Fucecchio
- Padule di Bientina
- Padule di Scarlino
- Padule della Trappola–Foce dell'Ombrone
- Padule Orti-Bottagone

## Umbria
- Palude di Colfiorito
- Oasi di Alviano

## Lazio
- Lago dei Monaci
- Lago di Caprolace
- Lago di Fogliano
- Lago di Nazzano
- Lago di Sabaudia
- Lagustelli di Percile

## Abruzzo
- Lago di Barrea

## Puglia
- Saline di Margherita di Savoia
- oasi lago salso
- palude di frattarolo
- Torre Guaceto
- Riserva naturale Le Cesine
- Riserva naturale regionale orientata del Litorale Tarantino Orientale

## Campania
- Oasi di Persano
- Oasi di Castelvolturno

## Basilicata
- Lago Pantano di Pignola
- Riserva regionale San Giuliano

## Calabria
- Bacino dell'Angitola

## Sicilia
- Biviere di Gela
- Oasi di Vendicari
- Riserva naturale orientata Saline di Trapani e Paceco
- Lago Preola, Gorghi Tondi e Pantano Leone e paludi costiere di Capo Feto[2]

## Sardegna
- Stagno di Cabras
- Stagno di Cagliari
- Laguna di Mistras
- Stagno di Molentargius
- Stagno di Pauli Maiori
- Stagno di Sale 'e Porcus
- Stagno di S'Ena Arrubia
- Stagno di Corru S'Ittiri, Stagni di San Giovanni e Marceddì
- Stagno di Corru Mannu